# Decaisnea
Decaisnea ist eine Pflanzengattung innerhalb der Familie der Fingerfruchtgewächse (Lardizabalaceae). Sie kommt in den Bergwäldern Ostasiens (China, Himalaya) vor.

## Beschreibung

### Vegetative Merkmale
Decaisnea-Arten sind sommergrüne, aufrecht wachsende, wenig verzweigte Sträucher. Die Winterknospen sind mit zwei äußeren Schuppen bedeckt.
Die Laubblätter sind unpaarig gefiedert. Die Blattstiele sind an der Basis gelenkig, die Teilblattstiele kurz, die Teilblätter stehen sich gegenüber.

### Generative Merkmale
Decaisnea-Arten sind einhäusig getrenntgeschlechtig (monözisch). Die Blüten stehen in endständigen, rispigen, traubigen Blütenständen zusammen.
Die Blüten besitzen sechs, sich meist dachziegelartig überlappende Kelchblätter und keine Kronblätter. Die männlichen Blüten besitzen sechs verwachsene Staubblätter mit länglichen Staubbeuteln. Der rudimentär ausgebildete Stempel ist klein und mit der Staubblattröhre verwachsen. In weiblichen Blüten stehen die Staminodien frei oder sind an der Basis verwachsen. Die drei Fruchtblätter sind gerade, die Samenanlagen stehen in zwei Reihen auf jeder Seite der achszugewandten Trennlinie der Fruchtblätter. Die Narbe ist auffällig.
Die aufspringende Frucht ist gerade oder mehr oder weniger gebogen. Die Samen sind von einem weißen, durchscheinenden Fruchtfleisch umgeben und eingedrückt.
Die Chromosomenzahl beträgt 2n = 30.

## Systematik
Die Gattung Decaisnea wurde 1855 durch Joseph Dalton Hooker und Thomas Thomson  in On Decaisnea, a remarkable new genus of the tribe Lardizabaleæ. in Proceedings of the Linnean Society of London, Volume 2, S. 349–351 aufgestellt. Der Gattungsname Decaisnea ehrt Joseph Decaisne (1807–1882), einen französischen Botaniker und Professor der Botanik (und dem ersten Bearbeiter der Familie Lardizabalaceae). Ein Synonym für Decaisnea Hook.f. & Thomson nom. cons. ist Slackia Griff.
Es gibt nur zwei Arten:
- Blaugurke (Decaisnea fargesii Franch.): Sie kommt in Nepal und China vor.[3]
- Decaisnea insignis (Griff.) Hook.f. & Thomson: Sie kommt vom östlichen Himalaya bis nördlichen Myanmar vor.[3]

## Bilder
Decaisnea fargesii:

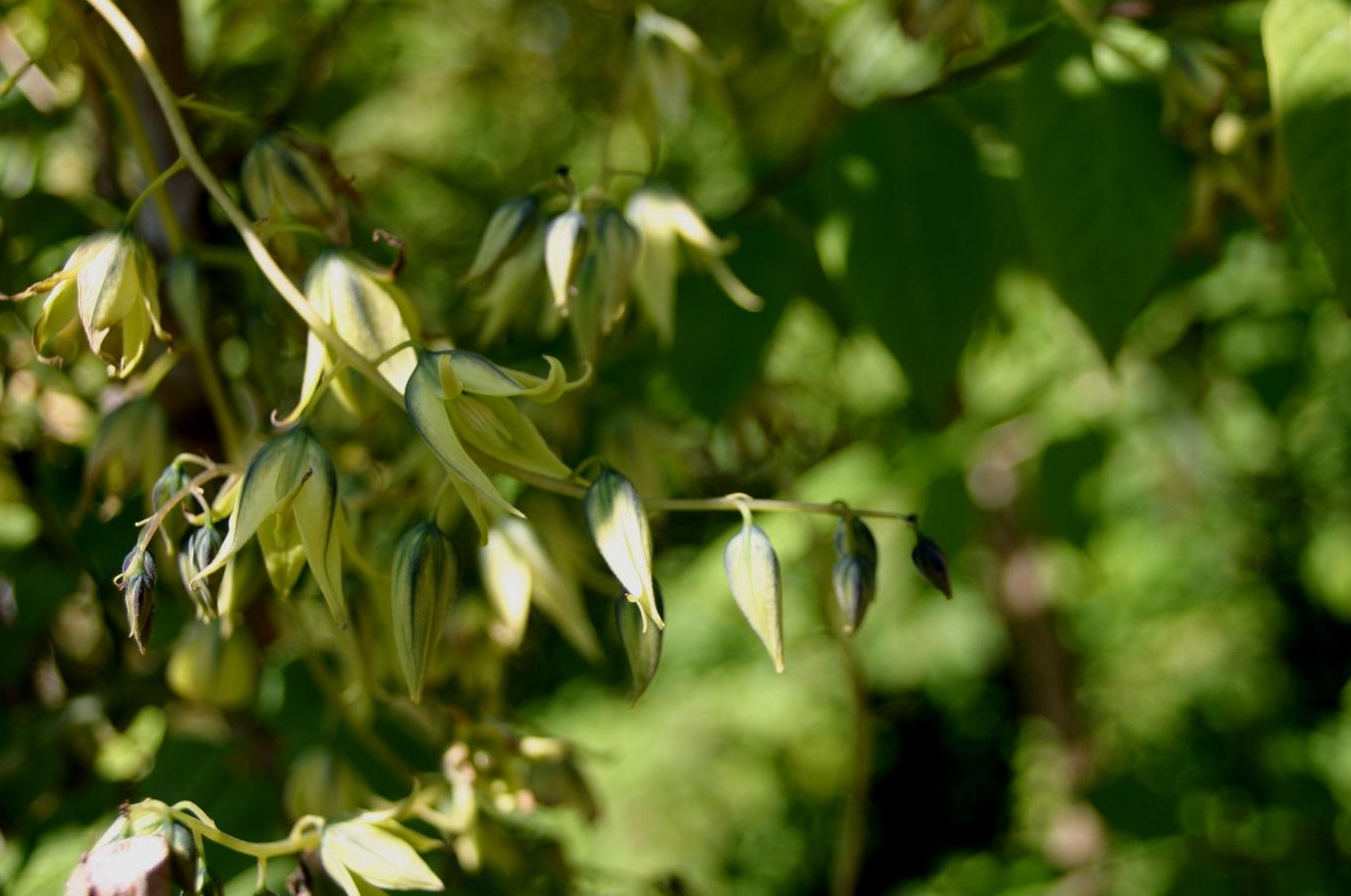
Blüten
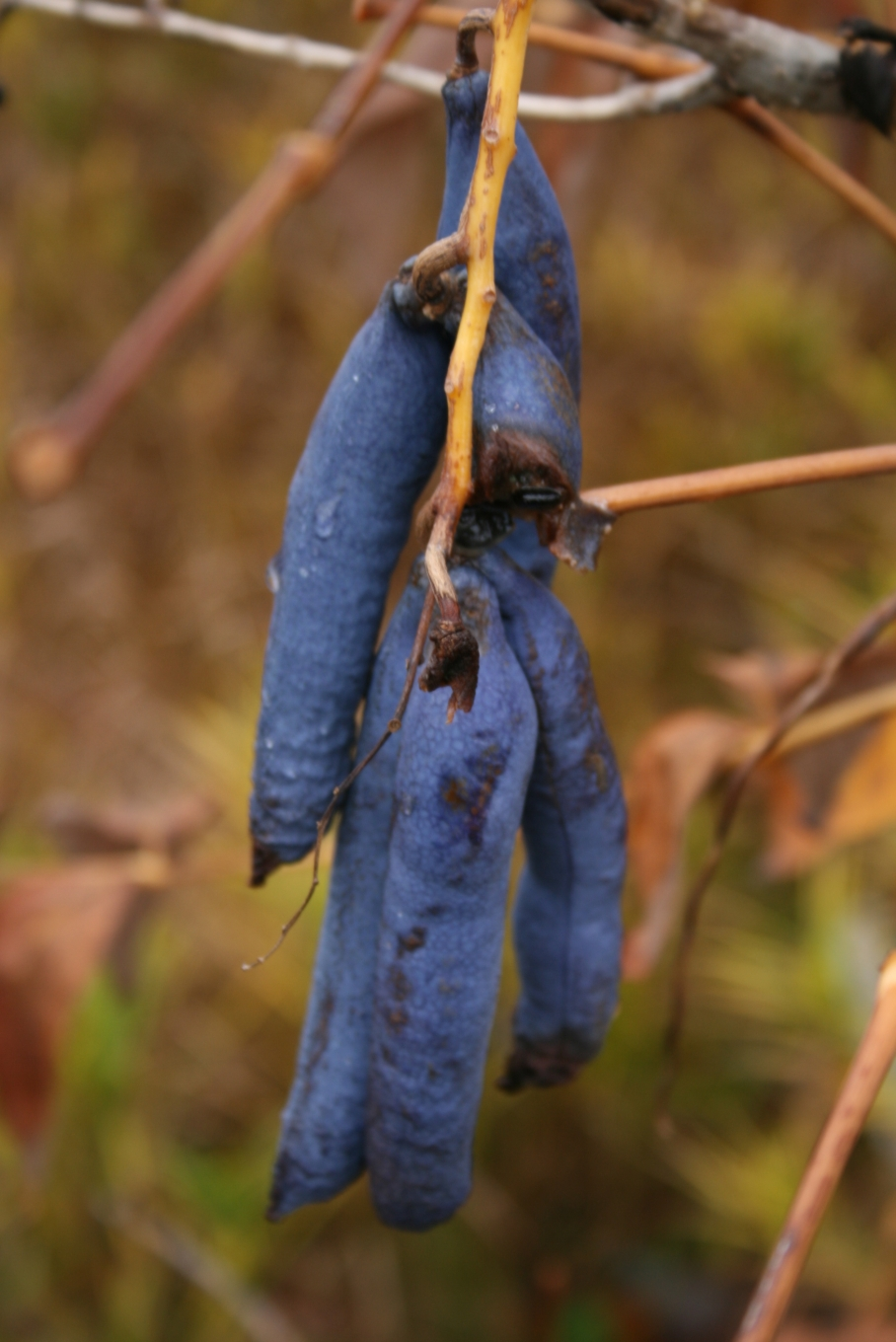
Früchte